# 597 Bandusia
597 Bandusia este un asteroid din centura principală, descoperit pe 16 aprilie 1906, de Max Wolf.